# مرسدس-بنز دبلیو۱۱۶
مرسدس-بنز دبلیو۱۱۶ (به انگلیسی: Mercedes-Benz W116) خودرویی است که در سال‌های ۱۹۷۲ تا ۱۹۸۰ در آلمان و ونزوئلا تولید شده است. طراحی آن خودروهای موتور جلو-محور عقب بوده طول آن در حالت طبیعی ۴٬۹۶۰ میلیمتر (۱۹۵ اینچ)، عرض آن در حالت طبیعی ۱٬۸۷۰ میلیمتر (۷۴ اینچ) و ارتفاع آن در حالت طبیعی ۱٬۴۱۰ میلیمتر (۵۶ اینچ) است.

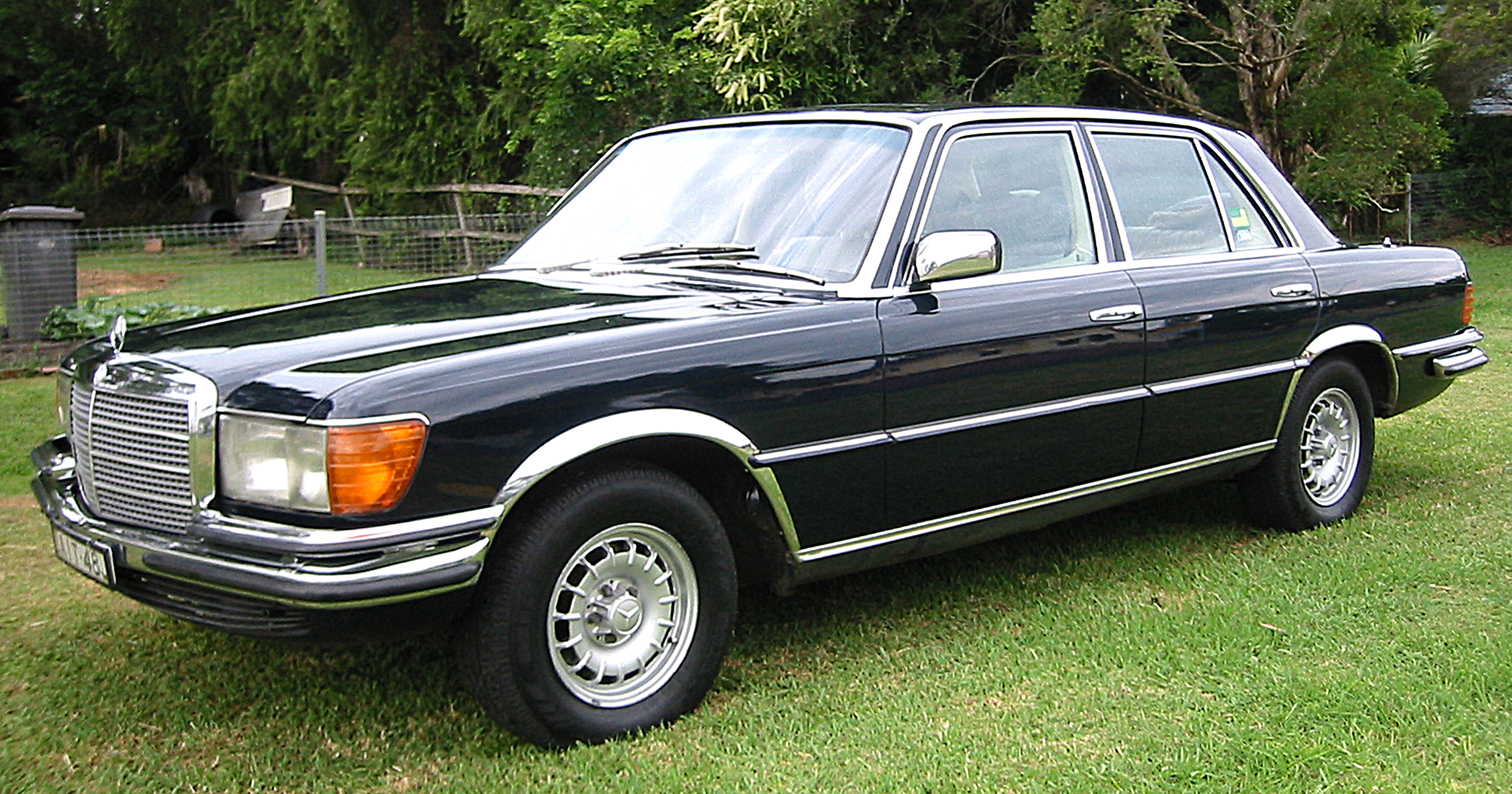